# Wujal Wujal
Wujal Wujal est une petite communauté d'Aborigènes sur les rives nord et sud de la Bloomfield River dans le Queensland en Australie. Lors du recensement de la population de 2006, la communauté comptait 326 habitants.